# مسابقات جهانی ژیمناستیک ریتمیک ۱۹۹۹
مسابقات جهانی ژیمناستیک ریتمیک ۱۹۹۹ بیست و سومین دوره مسابقات جهانی ژیمناستیک ریتمیک است که در اوساکا، ژاپن از ۱۲ تا ۱۷ اکتبر ۱۹۹۹ میلادی برگزار شده است.

## جدول مدال‌ها
| رتبه | کشور    | طلا | نقره | برنز | مجموع |
| ۱    | روسیه   | ۴   | ۳    | ۳    | ۱۰    |
| ۲    | اوکراین | ۲   | ۰    | ۳    | ۵     |
| ۳    | یونان   | ۲   | ۰    | ۰    | ۲     |
| ۴    | بلاروس  | ۰   | ۵    | ۲    | ۷     |